# ریوجی ساسایی
ریوجی ساسایی (انگلیسی: Ryuji Sasai؛ زادهٔ ۲۱ دسامبر ۱۹۶۱) آهنگساز، ترانه‌پرداز اهل ژاپن است.